# Sołtan Safijew
Sołtan Safijew (spotykana także pisownia Zoltan Safiyeff) ps. Doktor Turek (ur. ?, zm. 22 września 1944 w Warszawie) – kapitan Armii Czerwonej, doktor medycyny, Turek pochodzenia żydowskiego.

## Życiorys
5 sierpnia podczas powstania warszawskiego został uwolniony przez oddziały Armii Krajowej z obozu „Gęsiówka”, którego był więźniem. Po tym wydarzeniu został lekarzem i chirurgiem w batalionie „Parasol”. Zamordowany przez żołnierzy niemieckich 22 września 1944, gdy niedługo przed upadkiem Czerniakowa zgłaszał jako parlamentariusz poddanie się jednego z powstańczych punktów oporu.
Podobnie jak dr Safijew niektórzy z uwolnionych 348 więźniów „Gęsiówki” pochodzenia żydowskiego wstąpili w szeregi powstańcze.